# Emer Cooke
Emer Cooke, född 9 april 1961 i Dublin, är en irländsk-nederländsk chef för Europeiska läkemedelsmyndigheten sedan 2020. Hon är den första kvinnan att vara chef över läkemedelsmyndigheten, som har sitt säte i Amsterdam i Nederländerna.